# Georg III av Guria
Georg III av Guria, död 1684, var en georgisk monark. Han var kung i kungariket Imereti mellan 1669 och 1683.